# مزرعة شلبعل
مزرعة شلبعل أو شلبعل  هي إحدى القرى اللبنانية من قرى قضاء النبطية في محافظة النبطية.

## الموقع
تقع ملاصقة لبلدة أنصار في محافظة النبطية (لبنان)وهي مستقلة عقاريا وتتبع لبلدية أنصار إداريا

## المرافق العامة والخدمات
تضم مدينة رياضية قيد الإنشاء ومدينة ملاهي، وقد فرزت عقاريا موخرا وأنشئت فيها طرقات تمهيداً لإنشاء مبان على أرضها